# Шегабутдинов, Багаутдин
Багаутдин (Бари) Шегабутдинов (Шагабутдинов) (тат. Баһаветдин Шиһабетдинев, 1893—1920) — командир Красной Армии, участник борьбы за установление Советской власти в Туркестане, Семиречье.

## Биография
Родился в 1893 году в бедной татарской рабочей семье, рано приобщился к труду.
В 1910 году вместе с семьёй переехал в город Верный, где работал кучером, почтальоном.
Участвовал в первой мировой войне. Был призван в армию в 1914 году, во время службы познакомился с революционно настроенными солдатами, воспринял идеи большевиков. Окончил военно-фельдшерскую школу, был фельдшером в кавалерийской части в Туркестане.
В 1919 году вступил в РКП(б). В 1917—1919 годах принимал активное участие в борьбе за установление Советской власти, в январе 1919 года участвовал в подавлении антисоветского мятежа в Ташкенте, в апреле был начальником штаба мусульманских формирований Красной Армии.
В июне 1919 года был избран делегатом 3-го Туркестанского краевого съезда РКП(б), в июле — 7-го Чрезвычайного съезда Советов Туркестанской республики, на котором был избран членом Туркестанского ЦИК.
С ноября 1919 года — на Северном Семиреченском фронте, командир 1-го мусульманского стрелкового батальона имени 3-го Коммунистического интернационала, преобразованный в дальнейшем в полк, состоящий из представителей 14 национальностей — казахов, киргизов и других. Участвовал в подавлении белогвардейского мятежа в Джаркенте.
С декабря 1919 года являлся председателем Семиреченского облревкома и помощником областного военного комиссара, с февраля 1920 года — областным военным комиссаром.
Принял участие в ликвидации мятежа в крепости г. Верный. В ночь с 11 на 12 июня 1920 года мятежники отказались выступить на борьбу с басмачами, захватили склады оружия и боеприпасов. Утром 12 июня Шегабутдинов, посланный Военным Советом 3-й Туркестанской стрелковой дивизии в крепость был арестован мятежниками. Благодаря личному мужеству и стойкости большевиков Дмитрия Фурманова, Ивана Белова и Б. Шегабутдинова мятеж был ликвидирован.
На 8-м съезде Советов Туркестанской АССР по предложению Михаила Фрунзе с сентября 1920 года был назначен военным комиссаром Бухарской Народной Советской Республики.
Убит басмачами.

## Память
В честь Багаутдина Шегабутдинова названа улица в Алма-Ате.